# 1796 în literatură
Anul 1796 în literatură a implicat o serie de evenimente și cărți noi semnificative.  

## Cărți noi
- Robert Bage - Hermsprong or Man as he is not
- Elizabeth Bonhôte - Bungay Castle
- Edmund Burke - A Letter to a Noble Lord
- Fanny Burney - Camilla
- Denis Diderot - Jacques le fataliste et son maître
- Edward Gibbon - Memoirs of My Life and Writings
- Mary Hays - Memoirs of Emma Courtney
- Matthew Lewis - The Monk
- Jane Purbeck - Matilda and Elizabeth
- Regina Maria Roche - The Children of the Abbey: a Tale
- Mary Wollstonecraft - Letters Written in Sweden, Norway, and Denmark
- Susannah Willard Johnson - A Narrative of the Captivity of Mrs. Johnson